# Lars Roberg
Lars (Laurentius) Roberg (Estocolmo, 24 de enero de 1664 - Upsala, 21 de mayo de 1742) fue un médico, naturalista, e investigador en anatomía sueco.
En 1678, Lars Roberg estudia en la Universidad de Upsala. En 1685, se embarca en una larga gira por Alemania, Francia, Gran Bretaña y Países Bajos.
En 1689, obtiene su doctorado en medicina en la Universidad de Leiden. Luego de enseñar anatomía en Estocolmo, obtiene una cátedra de Anatomía y de Medicina Práctica en Upsala, en 1697.
En 1700, en un proyecto de mejora de la formación médica, participa en la creación de un Policlínico dependiente de la facultad de Medicina.
En 1708, funda el Nosocomium academicum, futuro Centro Hospitalario Universitario de Upsala.
Publica numerosos escritos científicos:
- Lijkrevnings tavlor (el primer manual de anatomía sueco) en 1718
- Characteres morborum en 1729
- CLIII aphorismi chemici en 1733
- Artis chirurgicæ conspectus brevis en 1740.

En 1715, es el primero en publicar una descripción de fósiles suecos.
Fue célebre por su conocimiento del latín y su talento como ilustrador. Fue uno de los profesores del naturalista Carlos Linneo (1707-1778) y de Peter Artedi (1705-1735).
- La abreviatura «Roberg» se emplea para indicar a Lars Roberg como autoridad en la descripción y clasificación científica de los vegetales.[1]